# Медресе Мухаммад Шариф савдогар
Медресе купца Мухаммада Шарифа является историческим памятником в Бухарской области. Медресе не сохранилось до наших дней. Медресе Мухаммада Шарифа было основано в 1777 году на улице Гозиен во время правления Амира Даниял-бия в Бухарском эмирате Мухаммадом Шарифом. Это медресе относилось к четвертой высшей категории и считалось одним из самых известных медресе Бухары. По информации Абдурауфа Фитрата, годовой бюджет этого медресе составлял 60 тысяч тенге. Ученый Абдусаттор Джуманазаров изучил ряд вакуфных документов, относящихся к этому медресе, и предоставил информацию о медресе. Занятия проводились в этом медресе вплоть до советского периода. Согласно документу вакуфа, купец Мухаммад Шариф построил большое медресе со множеством келий из обожженного кирпича и небольшое отдельное медресе из кирпича-сырца. Купец Мухаммад Шариф выделил более 5 тысяч земельных участков для этого медресе, мавзолеев Коли Малик, Хайрабод, Коми Абу Муслим, Коракол и Хазрати Уббон. Согласно источникам, Мухаммад Шариф был известным купцом в период правления Аштарханида Абульфайзона и более поздних периодов, а он был учеником шейха Хазрати Имлона. Существует также ряд легенд, связанных со строительством этого медресе. Согласно легендам, Мухаммад Шариф нашел небольшой кусочек золота и принес его своему учителю. Учитель не взял золото и посоветовал ученику использовать это богатство для какой-нибудь работы. Садри Зие писал, что в этом медресе было 92 кельи. Торговое медресе Мухаммада Шарифа состояло из 92 келий. Это медресе было построено в стиле среднеазиатской архитектуры. Медресе было построено из обожженного кирпича, дерева, камня и штукатурки.